# Толанаро
Толанаро (малаг. Tolagnaro), колишня назва Форт-Дофін (фр. Fort-Dauphin) — місто на південно-східному узбережжі Мадагаскару, столиця регіону Анузі та району Таоланаро. З початку 1500-х років місцева гавань стала важливою стоянкою для європейських суден, що прямували до Індії або повертались з неї до Європи. У 1643 році Форт-Дофін став першим французьким поселенням на Мадагаскарі. У 2006—2009 роках в 10 кілометрах від Толанаро був побудований новий порт Ехоала.

## Місцезнаходження
Поселення Форт-Дофін спочатку було розташоване на короткому вузькому півострові на крайньому південно-східному узбережжі Мадагаскару. З тих пір місто розрослося і охопило набагато більшу територію вздовж океану, майже до гори Безавона.

## Історія

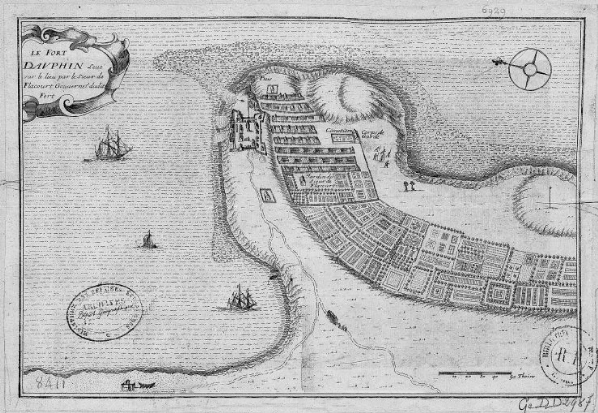
План форту 1650 року

До початку 1500-х років письмових згадок про Толанаро не зберіглось.

### XVI століття
23 травня 1500 року корабель на чолі з Діогу Діашем, що входив до складу португальської Другої Індійської армади з 13 кораблів під командуванням Педру Алваріша Кабрала, яка прямувала з Лісабона до Індії (дорогою відкривши Бразилію), при проході мису Доброї Надії під час шторму відокремився від флотилії і був віднесений на південь. 10 серпня, коли корабель Діаша повертався після завершення шторму на північ, щоб знайти решту португальського флоту, він і його команда стали першими європейцями, які побачили острів Мадагаскар (добре відомий вже до того арабським купцям), десь поблизу того місця, яке пізніше стало відомо як гавань Форт-Дофін. Діаш назвав острів Сан-Лоренсо (французькою Сен-Лоран) на честь Святого Лаврентія, свято якого відзначалось в цей день. У 1506 році португальський дослідник Фернанду Суаріш, який повертався з Індії до Португалії проплив повз гавань Толанаро. Хоча в його корабель під час проходу вдарила блискавка, він не став на якір.
У 1508 році португальський португальський капітан Діогу Лопіш де Секейра, зіткнувшись зі штормом біля узбережжя Анузі, знайшов прихисток за невеликим півостровом, який забезпечив якорну стоянку, добре захищену від вітру. Тут португальці змогли купити худобу, кабана, ямс і рис у місцевих малагасійців, які, на їхню думку, були дуже доброзичливими. Це місце називалося Толанаро і стало місцем зупинки європейських кораблів на шляху до Індії та з Індії.

### XVII століття
У 1642 році в Манафіафи (Manafiafy), на узбережжі в 40 км. на північний схід від Толанаро французькою Ост-Індською компанією було засноване перше французьке колоніальне поселення в Анузі. У 1643 році, після того, як 26 із 40 поселенців в Манафіафи загинули протягом перших кількох місяців, французьке поселення було перенесено на півострів поруч із затокою Толанаро та названо Форт-Дофін. У 1646 році губернатор Форт-Дофін Проніс відправив 12 французів, які повстали проти нього, разом із кількома малагійськими жінками у вигнання на Реюньйон, де вони стали першими французькими поселенцями цього острова.
У 1660-ті роки до поселення прибули тисячі нових колоністів в рамках зусиль французькою Ост-Індською компанією з відновлення форту Дофін, багато хто в свою чергу загинув від військових сутичок та хвороб, які перебігали з гарячкою. Однак низькі прибутки компанії призвели до того, що контроль над поселенням перейшовдо французької корони. Один з губернаторів цієї колонії, Етьєн де Флакур, опублікував «Історію Великого острова Мадагаскар і відносини», яка була основним джерелом інформації про острів для європейців до кінця XIX століття.
У жовтні 1672 року у гавані Форт-Дофін став на якір корабель «Dunkuerquoise», на якому перебували французькі жінки, яких відправляли на Реюньйон для виходу заміж за тамтешніх французьких поселенців. Однак вони покинули корабель і незабаром одружилися з французькими поселенцями Форт-Дофіна, які, у свою чергу, розлучилися зі своїми малагасійськими дружинами. Це настільки зіпсувало стосунки французів з місцевим населенням, що вночі на Різдво того року більше половини мешканців французької колонії було вбито. Решта населення колонії заховалась за стінами форту, де вони залишалися, поки у вересні 1674 року (майже через два роки) до Форт-Дофіна прибув корабель компанії «Білий голуб», який евакуював усіх поселенців, що вижили, до Реюньйону.
У 1675 році корабель, який зупинився у гавані Форт-Дофіна виявив на місці поселення лише попіл і король Людовик XIV вирішив покинути колонію, яка на той час за 30 років призвела до смерті близько 4000 французів (і, швидше за все, ще більше малагасійців) і коштувала своїм акціонерам 10 мільйонів ліврів (більше 1/7 вартості того, що було потрібно для будівництва Версальський палац).
У 1697 році корабель мулата Авраама Самуеля, біглого раба з Мартініки, що після побігу став піратом, викинуло на берег у бухті Форт-Дофін. Самуель зайняв покинутий форт, і місцева принцеса впізнала в ньому власну дитину, яку вона народила від француза під час окупації колонії. Таким чином, він був оголошений спадкоємцем вакантного трону королівства, став царем Самуелєм і разом із щонайменше 45 іншими піратами, деякі з яких служили його охоронцями, здійснював піратський напад на кораблі, що зупинялися в гавані і брав участь у війні з сусідніми королівством антанузі. Це піратське поселення протягом короткого періоду часу конкурувало з піратським осередком на Сент-Марі.

### XVIII століття
У 1705 році зі смертю Самуїла припиняється існування піратського королівства. Вже в 1706 році голландський капітан не зміг дізнатися від місцевого короля антанузі, що трапилося з Авраамом Самуїлом. У 1730році  французький пірат Олів'є Левассер був схоплений біля Форт-Дофіна, доставлений на Реюньйон і повішений. Н 1766–70 рр. французький морський офіцер відновив колонію у Форт-Дофіні. У 1769 році він привіз з Мексики у Форт-Дофін кактус опунцію, щоб захистити ним морську сторону форту від піратів і сильних штормів. У наступному столітті цей кактус надзвичайно поширився на півдні Мадагаскару, оскільки став дуже популярним способом огородження та захисту як худоби, так і поселень.

### XIX століття
У 1825 році, після того, як регіон Анузі був завойований армією Імеріни з 4000 воїнів, імеринці увійшли до Форт-Дофіну, де зірвали французький прапор і замість нього підняли прапор короля Імеріни Радами I. 5 французьких солдатів і 1 офіцер, які були у форті, втекли на острів біля Манафіафи, де їх врятували та відправили на острів Сент-Марі. У 1869 році королова Імеріни Ранавулана II стала християнкою і стала вимагати від своїх представників по всій країні будувати церкви. Через деякий час після цього імерінці побудували церкву у Форт-Дофіні, відвідування якої стало обов'язковим для мешканців містаі. У 1890-тих роках понад 1500 тонн каучуку (натурального каучуку), зібраного в регіоні Анозі, було експортовано з Форт-Дофіна до Європи. Деяка його частина використовується в перших шинах Michelin.
У 1890 році французький дослідник Луї Ката так описав форт Дофін: «На півострові, який утворював форт Дофін, височили форт і французька цитадель: вона займала площу приблизно квадратний кілометр і була розташована на рівній частині півострова, що знаходився на високій скелі… Висадка туди була абсолютно неможливою через високі скелі, а єдиний прохід по землі був захищений ровом і стінами, на яких були сформовані у формі кола артилерійські пости, що створювало першокласну систему захиста. Таким чином для тубільців військовий пост у Форт-Дофіні був неприступною цитаделлю. . . Але все це було залишено і … здається, ніхто не поспішає виправляти цю прикру подію. З кожним кроком, чи не за кожною хатою, з'являється якийсь неприємний спогад про наше колишнє панування. На півночі, за межами колишніх кордонів (форту), виросло село Форт-Дофін, важливе поселення, яке нараховує близько 200 хатин» .
Англійський репортер з «The Times» Едвард Найт у своїй книжці 1896 року «Мадагаскар під час війн» (Madagascar in war time) описав форт Дофін як «маленьке містечко з солом'яними хатинками, [які] ховаються в зелені; тоді як на обриві, що нависає над морем, стоїть старий французький форт, побудований під час їхньої першої окупації, у 1646 році — потужно укріплене місце для свого часу., чиї зруйновані стіни оточують резиденцію ховського губернатора та погано обладнаний арсенал». Він описав вулиці міста як «вузькі… облямовані маленькими ятками», де не продається місцеве мистецтво, лише «дешеве обладнання з Європи, тканина з Америки, місцеве знаряддя, кераміка… фрукти та овочі». Більшість чоловіків антАнузі носили лише пов'язку на стегнах, деякі з них були озброєні щитом і списом. З іншого боку, деякі імеринці носили європейський одяг, тоді як більшість з них вдягали білу «ламбу» (шаль) та високий імеринський капелюх з широкими крисами. Міські крамниці, що належали французам, були розграбовані. Він зазначив, що 50 французів, які мешкали у Форт-Дофіні, були 16 січня вислані за наказом королеви Імеріни, і в поселенні залишились лише агент «Procter Brothers» і десяток інших англійців та німців і одна місіонерка з Норвегії.

### XX століття
На початку 1900-х через Форт-Дофін розпочався експорт слюди. У 1902 році у Форт-Дофіні було побудовано першу державну лікарню. У 1904–05 роках в сільській місцевості Анузі тривало повстання Антайсаки проти французького правління, що призвело до того, що багато емігрантів, які проживали в цьому регіоні, разом із багатьма малагасійськими християнами відступили до занедбаного на той час форту у Форт-Дофіні. Це повстання тривало 5 місяців, зрештою придушене французами за допомогою найманців з Сенегалу.
У 1928 році Генрі де Гольм прибув у Форт-Дофін, приїхавши з Тананаріва на мотоциклі Harley Davidson разом зі своєю дружиною та маленьким сином. Він заснував офіс у місті з наміром експортувати через Форт-Дофін слюду та сизаль із західного Анузі (а згодом і східного Андроя).
У 1940 році вішістська Франція взяла Мадагаскар під свій контроль. Слюду експортували з Форт-Дофін спочатку до країн Осі, а після захоплення міста британськими військами — до країн Союзників. У 1942 році під час битви за Мадагаскар британські війська замінили контроль над Мадагаскаром на контроль Вільної Франції, що включало висадку британських солдатів у Форт-Дофіні. 1947 — Короткотривала атака у Форт-Дофін на початку малагасійського повстання проти французів. У цей час французька влада заарештовувала та катувала членів MDRM, які проживали у Форт-Дофіні. Хоча багато іноземців у форті Дофін спали або в будинку Дженні, що ретельно охоронявся, або у форті через страх перед нападом повстанців, цього ніколи не траплялося.
1950–60-ті роки — Експорт дикорослих касторових бобів, великої рогатої худоби (10–30 000 голів на рік), пиломатеріалів (понад 1000 м3/рік, більшість з яких складається з листяних порід), слюди та сизалю через порт Форт-Дофін.
Після Другої світової війни та поки Дідьє Рацірака не зайняв президентський пост в 1975 році, у Форт-Дофіні була процвітаюча спільнота малагасійських, французьких, китайських і пакистанських купців з відповідними дорогами, що з'єднували місто з Толіарою на заході та Фіанаранцуа на півночі. Через порт можна було експортувати худобу на Маврикій та імпортувати різні товари з Франції та інших країн. У той час, коли Філіберт Ціранана був президентом Мадагаскару, він із задоволенням літав у Форт-Дофін. У 1975 році французькі підприємства були націоналізовані, активи французьких громадян були заморожені, а декілька з них були ненадовго ув'язнені.

### Форт-Дофін стає частиною нової Республіки Мадагаскар

#### Перша Республіка
- 1960 — Мадагаскар став незалежною державою, а президент Ціранана назвав французьких мешканців острова 16-м малагасійським племенем.
- 1962 — 99 кораблів пришвартувалися у Форт-Дофіні, в основному для експорту сизалю.
- 1963—105 китайців проживають у Форт-Дофін
- 1965 р. — Населення Форт-Дофін становить 11 800 осіб, а населення АнтАнузі в регіоні Анузі оцінюється в 148 132 особи.
- 1972–76 — Чимало європейських іноземних жителів, які вели бізнес у регіонах Форт-Дофін і Амбоасарі, були змушені повернутися до Європи, коли малагасійський уряд відмовився продовжити їхні візи, оскільки малагасійський уряд перейшов із про-французького настрою.

#### Друга республіка
- 1975 — Назва «Форт Дофін» змінена на «Толанаро» в рамках революції президента Дідьє Раціраки. Але муніципалітет досі використовує свою назву: Форт-Дофін.
- Президент Рацірака наказує націоналізувати іноземні підприємства, в результаті чого сім'я Дженні повертається до Швейцарії, а їхні володіння у Форт-Дофін націоналізовано. Через рік родина де Гіто передала управління плантацією сизалю наглядачам Імеріни, закрила свій будинок і повернулася до Франції.
- У Форт-Дофіні проживали і працювали малагасійці з усього острова, серед яких антАнузі не були більшістю. До нього також входило багато тацімо, антандрой, переважно малагасійців середнього класу з високогір'я, які працювали в адміністрації та бізнесі, а також європейці, пакистанці, креоли та американці.
- 1978 — вересень: арешт 4 інших іноземців, які утримувалися у в'язниці Форт-Дофін.
- 1979 — ув'язнених іноземців утримували до лютого.
- 1990-ті — Форт-Дофін став головним туристичним центром.
- 1990—2005 — від 250 до понад 350 тонн омарів на рік експортовано з Форт-Дофіна.

### Сучасна епоха

Риболовля є традиційною частиною прибережного способу життя.

З початку 1970-х років Форт-Дофін зазнав економічного занепаду через відсутність якісного автомобільного сполучення з рештою країни, через що його порт мав лише місцеве значення. Це відбулось незважаючи на значний приплив валюти, отриманої від експорту живих омарів (від 250 до понад 350 тонн на рік з 1990 по 2005 рік) і сапфірів.
Область Анузі навколо Форт-Дофіна зараз зазнає масштабної трансформації, пов'язаної з розробкою нового ільменітового рудника компанією QIT Madagascar Minerals. Було збудовано новий порт д'Ехоала, 10 км на захід від Толаньяро. Це перші великі інвестиції в інфраструктуру регіону за багато десятиліть.
- 2003 — Форт-Дофін є 3-м найбільшим туристичним напрямком на Мадагаскарі, з 88 000 туристів, які подорожують до Анози.
- Спільні франко-мадагаскарські військові навчання у Форт-Дофін.
- 2004 — Air Madagascar розпочала прямі рейси між Реюньйоном і Форт-Дофіном.
- 2007 — Air Madagascar розпочала прямі рейси між Йоганнесбургом і Форт-Дофіном.
- 2007 — великий спалах сифілісу в Форт-Дофін. Оголошено надзвичайний стан із зараженням до 17 000 осіб (30 % сексуально активного населення)[12].
- 2017—2020 — Місто стало популярним місцем зупинки для круїзних лайнерів.[13]. Заходи лайнерів припинились у зв'язку із закриттям країни для туристів через пандемію COVID в 2021 році.

## Клімат
Форт-Дофін знаходиться в зоні тропічного клімату вологих лісів, хоча тут менше дощів, ніж у районах, розташованих далі на північ на східному малагасійському узбережжі. Будучи ближче до центру субтропічних антициклонів, ніж інші частини Мадагаскару, більшість опадів є орографічними, а тропічні циклони не так поширені, як у більш північних частинах острова.

## Екологія
- До національного парку Андохахела можна доїхати за 40 хвилин км на північний захід від Форт-Дофін.
- Берентійський заповідник

## Освіта
В окрузі Форт-Дофін є 161 державна початкова школа, крім того, 8 коледжів і 1 державний ліцей .
Приватні школи: 32 початкові школи, 5 коледжів і 2 ліцеї.

## Релігія
Більшість його населення є християнами, хоча майже всі релігії, які практикуються на Мадагаскарі, знаходяться у Форт-Дофіні.
- FJKM (Fiangonan'i Jesoa Kristy eto Madagasikara) — Церква Ісуса Христа на Мадагаскарі
- FLM (Fiangonana Loterana Malagasy) — Мадагаскарська лютеранська церква)
- Римо-католицька єпархія Толаньяро
- FFPM — Об'єднана п'ятидесятницька церква Мадагаскару)
- EEM (Eklesia Episkopaly Malagasy) — Англіканська церква Мадагаскара

Форт-Дофін був штаб-квартирою американських лютеранських місіонерів Американської лютеранської церкви, які працювали на півдні Мадагаскару (див. Малагасійська лютеранська церква), починаючи з 1888 року протягом майже 100 років.
Лютеранські місіонери також обміняли землю над оригінальною гаванню Форт-Дофін на те, що тоді було піщаною дюною. Також є частина міського кладовища, де поховано чимало американських лютеранських місіонерів та кількох інших.

## Галерея

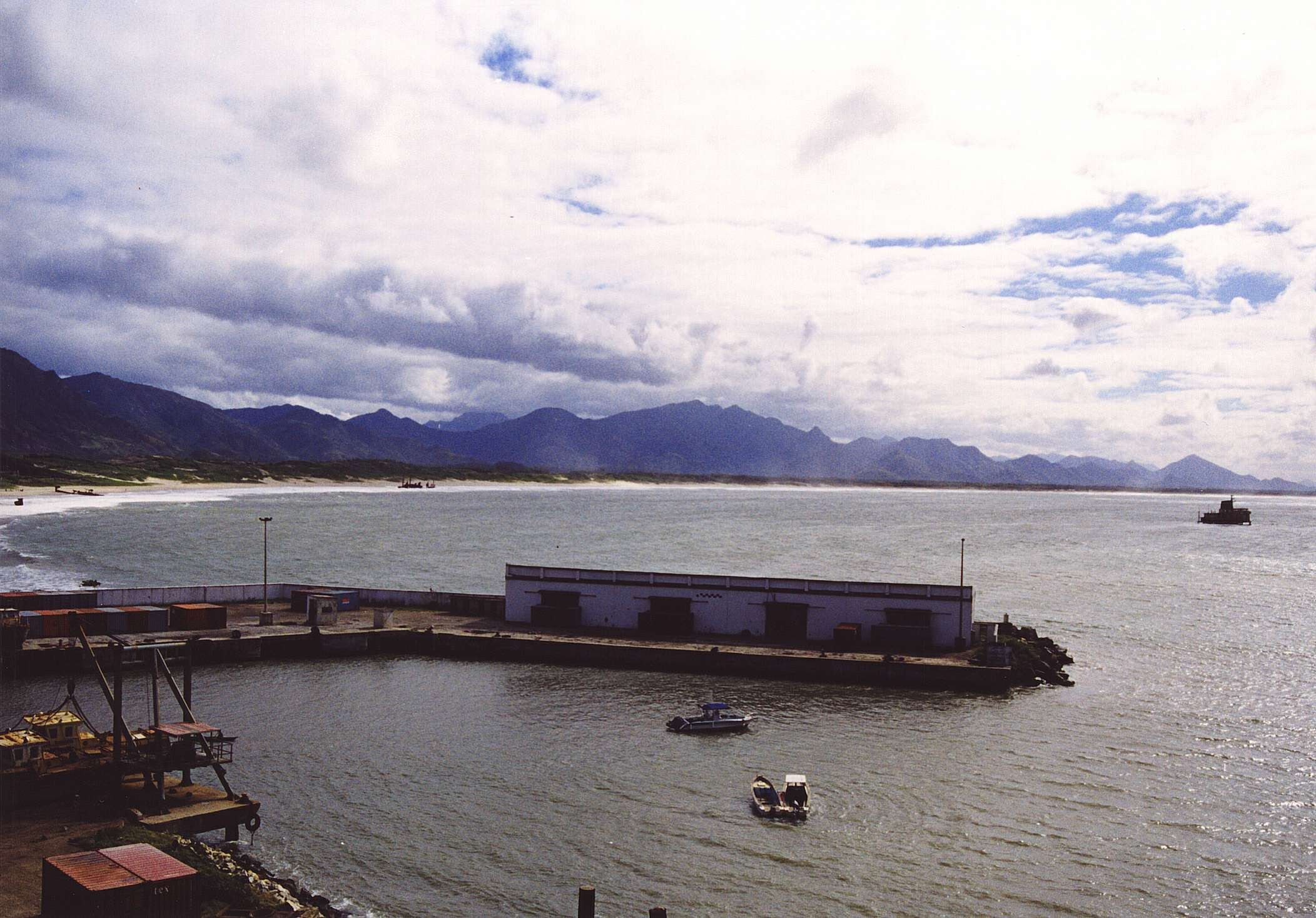
Старий порт
Будівництво нового порту та під'їзних шляхів у квітні 2007 рокуБудівництво нового порту та під'їзних шляхів у квітні 2007 року
Пляж Ліванона, Толаньяро, квітень 2007 рокуПляж Ліванона, Толаньяро, квітень 2007 року
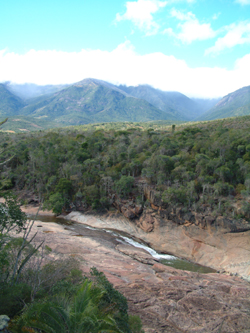
Національний парк Андохахела